# Suhača (Livno, BiH)
Suhača je naseljeno mjesto u gradu Livnu, Federacija Bosne i Hercegovine, BiH.

## Stanovništvo

### 1991.
Nacionalni sastav stanovništva 1991. godine, bio je sljedeći:
ukupno: 292
- Hrvati - 288
- ostali, neopredijeljeni i nepoznato - 4

### 2013.
Nacionalni sastav stanovništva 2013. godine, bio je sljedeći:
ukupno: 267
- Hrvati  - 261
- Bošnjaci - 5
- ostali, neopredijeljeni i nepoznato - 1

## Znamenitosti
- Arheološki lokalitet Štitić (Ničeove njive), vrlo vjerojatna rimska nekropola[3]